# Étienne Constantin de Gerlache
Étienne Constantin, Gerlache bárója (Bertrix, Luxembourg, 1785. december 25. – Ixelles,1871. február 10.) belga ügyvéd, politikus, a független Belgium első miniszterelnöke.

## Élete
Párizsban hallgatott jogot és ott kezdte ügyvédi pályafutását, a párizsi feljebbviteli bíróság ügyvédje volt. A napóleoni háborúkat követően, az Egyesült Holland Királyság megalakítása után Liège városában telepedett le, ahol 1821-től polgármester volt. 1824-től a királyság nemzetgyűlésének tagja volt Brüsszelben és Hágában, az ellenzék egyik jeles alakja volt. Egyik támogatója volt a katolikus és liberális belga politikusok szövetségének, amely az 1830-as forradalom előkészítéséhez vezetett.
Ennek ellenére 1830 augusztusában, amikor az első megmozdulások kitörtek Brüsszelben, még mindig a holland Orániai-Nassaui-ház uralkodását és a németalföldi államok egységét támogatta. Hamarosan azonban a felkelők mellé állt. Az ideiglenes kormány kinevezte az alkotmányügyi bizottság elnökévé. Érasme-Louis Surlet de Chokier báró régenssége alatt a kongresszus elnöke és a kormány minisztere.
1831. február 27-én kinevezték a belga kormány miniszterelnökének, miniszterei Albert Joseph Goblet d’Alviella, Alexandre Gendebien, Sylvain Van de Weyer, Charles de Brouckère és Jean-François Tielemans. Posztjáról néhány nappal később, március 10-én lemondott, mivel a liberális miniszterek ellenezték Constantin politikáját, de ezután is részt vett a belga politikai életben. Tulajdonképpen ebben az időben a régens, illetve később a király elnökölt a kormány ülésein, de általában Constantin-t tartják az első belga miniszterelnöknek.
A kongresszus elnökeként ő terjesztette elő azt a javaslatot, amely a trónt Lipót szász–coburg–gothai hercegnek ajánlotta fel.
1831-ben Liège város képviselőjeként megválasztották a parlamentbe és 1832-ben a belga képviselőház (a kétkamarás parlament alsóháza) elnöke lett. 35 éven keresztül, 1867-ig a feljebbviteli bíróság elnöke volt. A katolikus párt politikusaként a Mechelen városában 1863 és 1867 között megtartott kongresszusok elnöke volt. Konzervatív politikai nézeteit könyvében, a belga politikai életet bemutató "Essai sur le mouvement des partis en Belgique" (Brüsszel, 1852) fogalmazta meg. 1844-ben kapta meg nemesi címét.
Politikai és jogi pályafutása mellett történész is volt, bár írásait holland-ellenessége és katolikussága erősen befolyásolta. A Németalföld és az Egyesült Holland Királyság történetét bemutató "Histoire des Pays-Bas depuis 1814 jusquen 1830" (Brüsszel, két kötet, 1839) a holland dominancia ellen érvelt. Egyéb történelmi művei még Liège történelme ('Histoire de Liège depuis César jusqu'à la fin du XVIIIe siècle' Brüsszel, 1843) és az ókori történészeket bemutató "Etudes sur Salluste et sur quelques-uns des principaux historiens de l'antiquite" (Brüsszel, 1847). 1871-ben Brüsszel Ixelles kerületében halt meg.

### A de Gerlache-kormány tagjai
| Miniszteri tiszt         | Név                      | Párt      |
| ------------------------ | ------------------------ | --------- |
| Külügyminiszter          | Sylvain Van de Weyer     | Katolikus |
| Belügyminiszter          | Jean-François Tielemans  | Liberális |
| Igazságügyminiszter      | Alexandre Gendebien      | Liberális |
| Pénzügyminiszter         | Charles de Brouckère     | Liberális |
| Hadügyminiszter          | Albert Goblet d'Alviella | Liberális |
| A minisztertanács elnöke | Etienne de Gerlache      | Katolikus |

### Változások
- 1831. március 15.: Étienne de Gerlache lemondott a minisztertanács elnöki posztjáról, helyét Albert Goblet d'Alviella vette át.
- 1831. március 19.: Albert Goblet d'Alviella lemondott a hadügyminiszteri posztról.

## Lásd még
- Belgium miniszterelnökeinek listája